# دوري كرة القدم الإنجليزي 1963–64
دوري كرة القدم الإنجليزي 1963–64 هو موسم من دوري كرة القدم الإنجليزي. أقيم خلال الفترة 24 أغسطس 1963 وحتى 29 أبريل 1964، وفاز فيه نادي ليفربول.

## ملخص
فاز ليفربول بلقب الدرجة الأولى للمرة السادسة في تاريخ النادي في ذلك الموسم، وللمرة الأولى منذ عام 1947.